# Oetophorus taiwanensis
Oetophorus taiwanensis är en stekelart som beskrevs av Barron 1998. Oetophorus taiwanensis ingår i släktet Oetophorus och familjen brokparasitsteklar. Inga underarter finns listade i Catalogue of Life.